# Ward de Ravet
Pour les articles homonymes, voir Ravet.
Ward de Ravet, né Edward Philippe Pierre De Ravet à Anvers le 1er juin 1924 et mort le 6 mars 2013 à Zandhoven, est un acteur belge.

## Biographie
Sa première femme était l'actrice Fanny Winkler (nl).

## Filmographie sélective
- 1957 : Wat doen we met de liefde ?
- 1964 : Kapitein Zeppos
- 1971 : Mira : un gendarme
- 1976 : De danstent
- 1977 : Slissen & Sesar
- 1986 : Het Pleintje
- 1991 : De Bossen van Vlaanderen
- 2000 : Plop in de wolken